# Knooppunt Velperbroek
Der Knooppunt Velperbroek ist ein Autobahnkreuz in der niederländischen Provinz Gelderland im Osten der Stadt Arnhem (deutsch Arnheim). Es verbindet den Rijksweg 12 (A12: Oberhausen–Arnhem–Utrecht–Den Haag), den Provinciale weg 348 (A348 Richtung Zutphen) und den Provinciale weg 325 (A325 Richtung Arnhem, Nijmegen) miteinander.
Benannt ist das Autobahnkreuz nach dem Arnhemer Stadtteil Velp, in dem es liegt. Ein broek beschreibt im Niederländischen eine Senke, in der meist auch das Grundwasser steht. Durch die niedrige Lage wurde das Autobahnkreuz dementsprechend Velperbroek genannt.

## Geschichte

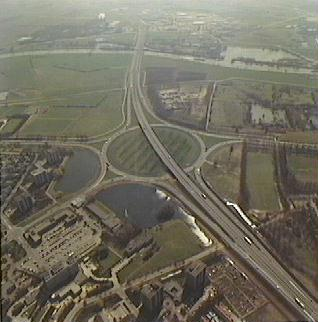
Der Knooppunt Knooppunt Velperbroek im Jahre 1996 – Luftaufnahme

Der Kreisverkehr wurde am 8. März 1961 mit der Fertigstellung der A12 zwischen Arnhem-Noord und dem Knooppunt Velperbroek für den Verkehr freigeben. Zu dem Zeitpunkt endete die vierspurig ausgebaute A12 dort, bis einen Monat später, am 18. April 1961, die A12 zweispurig ausgebaut bis zur deutschen Grenze eröffnet wurde. Am 6. April 1964 wurden auch die restlichen zwei Spuren östlich des Autobahnkreuzes bis zur Grenze fertiggestellt.
Am 9. Juni 1964 wurde der Rijksweg 48 (Heute Provinciale weg 348) an den Knooppunt angeschlossen.
Bis zur Neustrukturierung des niederländischen Fernstraßennetzes in den 1990er Jahren waren die Rijkswege 12, 48 und 52 an den Kreisverkehr angeschlossen. Der Rijksweg 48 (A48) ist heute als Provinciale weg 348 (A348) und der Rijksweg 52 (A52) als Provinciale weg 325 (N325) bekannt.
Bis Dezember 1986 wurde im Knooppunt Velperbroek mit Hilfe von zwei Brücken eine Überführung der A12 errichtet, damit der Verkehr auf der A12 kreuzungsfrei fließen kann. Zwischen 2011 und 2012 wurde die A12 zwischen Velperbroek und dem Knooppunt Waterberg sechsspurig ausgebaut.

## Bauform
Das Autobahnkreuz ist als Kreisverkehr errichtet, wobei die A12 kreuzungsfrei mittels einer Überführung über den Kreisverkehr geleitet wird. Er verfügt über 5 Ein- und Ausfahrten; neben den zwei zur A12 und jeweils einer zur A348 und N325 besteht noch eine zur President Kennedylaan, die nach Velp führt.
Der Kreisverkehr ist durchgehend dreispurig ausgebaut. Der Verkehr wird jeweils durch 5 Ampeln im Kreisverkehr und jeweils einer an jeder Einfahrt geregelt.